# Landkreis Bad Dürkheim
Landkreis Bad Dürkheim is een Landkreis in de Duitse deelstaat Rijnland-Palts. De Landkreis telt 133.004 inwoners (31 december 2020) op een oppervlakte van 594,76 km². Kreisstadt is de stad Bad Dürkheim.

## Steden
De volgende steden en gemeenten liggen in de Landkreis (Inwoners op 30-06-2005):
| Verbandsfreie stad - 1. Bad Dürkheim (18.830) - 2. Grünstadt * (13.288) | Verbandsfreie Gemeinde - Haßloch (20.747) |

Verbandsgemeinden
| * = Bestuurscentrum van de Verbandsgemeinde | | |
| - 1. Verbandsgemeinde Deidesheim 1. Deidesheim, stad * (3.748) 2. Forst an der Weinstraße (853) 3. Meckenheim (3.370) 4. Niederkirchen bei Deidesheim (2.390) 5. Ruppertsberg (1.406) - 2. Verbandsgemeinde Freinsheim 1. Bobenheim am Berg (838) 2. Dackenheim (408) 3. Erpolzheim (1.193) 4. Freinsheim, stad * (4.996) 5. Herxheim am Berg (723) 6. Kallstadt (1.179) 7. Weisenheim am Berg (1.676) 8. Weisenheim am Sand (4.386) | - 3. Verbandsgemeinde Grünstadt-Land (Bestuurscentrum te Grünstadt) 1. Battenberg (393) 2. Bissersheim (460) 3. Bockenheim an der Weinstraße (2.254) 4. Dirmstein (3.086) 5. Ebertsheim (1.393) 6. Gerolsheim (1.689) 7. Großkarlbach (1.172) 8. Kindenheim (1.060) 9. Kirchheim an der Weinstraße (1.730) 10. Kleinkarlbach (920) 11. Laumersheim (879) 12. Mertesheim (404) 13. Neuleiningen (871) 14. Obersülzen (552) 15. Obrigheim (2.805) 16. Quirnheim (737) | - 4. Verbandsgemeinde Hettenleidelheim 1. Altleiningen (1.928) 2. Carlsberg (3.544) 3. Hettenleidelheim * (3.094) 4. Tiefenthal (864) 5. Wattenheim (1.611) - 5. Verbandsgemeinde Lambrecht 1. Elmstein (2.727) 2. Esthal (1.562) 3. Frankeneck (868) 4. Lambrecht, stad * (4.068) 5. Lindenberg (1.182) 6. Neidenfels (971) 7. Weidenthal (2.007) - 6. Verbandsgemeinde Wachenheim 1. Ellerstadt (2.269) 2. Friedelsheim (1.510) 3. Gönnheim (1.509) 4. Wachenheim an der Weinstraße, stad * (4.777) |

Altleiningen ·
Bad Dürkheim ·
Battenberg ·
Bissersheim ·
Bobenheim am Berg ·
Bockenheim an der Weinstraße ·
Carlsberg ·
Dackenheim ·
Deidesheim ·
Dirmstein ·
Ebertsheim ·
Ellerstadt ·
Elmstein ·
Erpolzheim ·
Esthal ·
Forst an der Weinstraße ·
Frankeneck ·
Freinsheim ·
Friedelsheim ·
Gerolsheim ·
Gönnheim ·
Großkarlbach ·
Grünstadt ·
Haßloch ·
Herxheim am Berg ·
Hettenleidelheim ·
Kallstadt ·
Kindenheim ·
Kirchheim an der Weinstraße ·
Kleinkarlbach ·
Lambrecht ·
Laumersheim ·
Lindenberg ·
Meckenheim ·
Mertesheim ·
Neidenfels ·
Neuleiningen ·
Niederkirchen bei Deidesheim ·
Obersülzen ·
Obrigheim ·
Quirnheim ·
Ruppertsberg ·
Tiefenthal ·
Wachenheim an der Weinstraße ·
Wattenheim ·
Weidenthal ·
Weisenheim am Berg ·
Weisenheim am Sand